# Bellevalia fominii
Bellevalia fominii là một loài thực vật có hoa trong họ Măng tây. Loài này được Woronow mô tả khoa học đầu tiên năm 1927.